# Castel Bolognese
Castel Bolognese (Castël Bulgnés in romagnolo; talvolta impropriamente indicato come "Castelbolognese") è un comune italiano di 9 500 abitanti della provincia di Ravenna in Emilia-Romagna.
Fondata nel 1389 per volere del Senato di Bologna come testa di ponte guelfa in territorio ghibellino, le sue origini medievali sono testimoniate dai resti delle mura e della rocca. La torre civica, simbolo distintivo della città, fu abbattuta nel 1945 dai tedeschi in ritirata e mai più ricostruita.
Lungo i viali, le piazze, in alcuni edifici pubblici e nelle chiese sono esposte le opere in bronzo dell'artista Angelo Biancini. In località Casalecchio sorge il Mulino Scodellino (o della Contessa), l’ultimo esempio ancora esistente della serie di mulini edificati tra il XIV ed il XV secolo lungo il Canale dei Molini.

## Geografia fisica
Castel Bolognese si è sviluppato lungo l'asse della Via Emilia, che lo collega a est con la città di Faenza e ad ovest con la città di Imola. Al margine nord-occidentale dell'abitato, si dipartono la statale Casolana-Riolese, che risalendo la valle del fiume Senio raggiunge Riolo Terme, Casola Valsenio e Palazzuolo sul Senio, mentre la strada provinciale Lughese collega il comune con Lugo.

## Storia

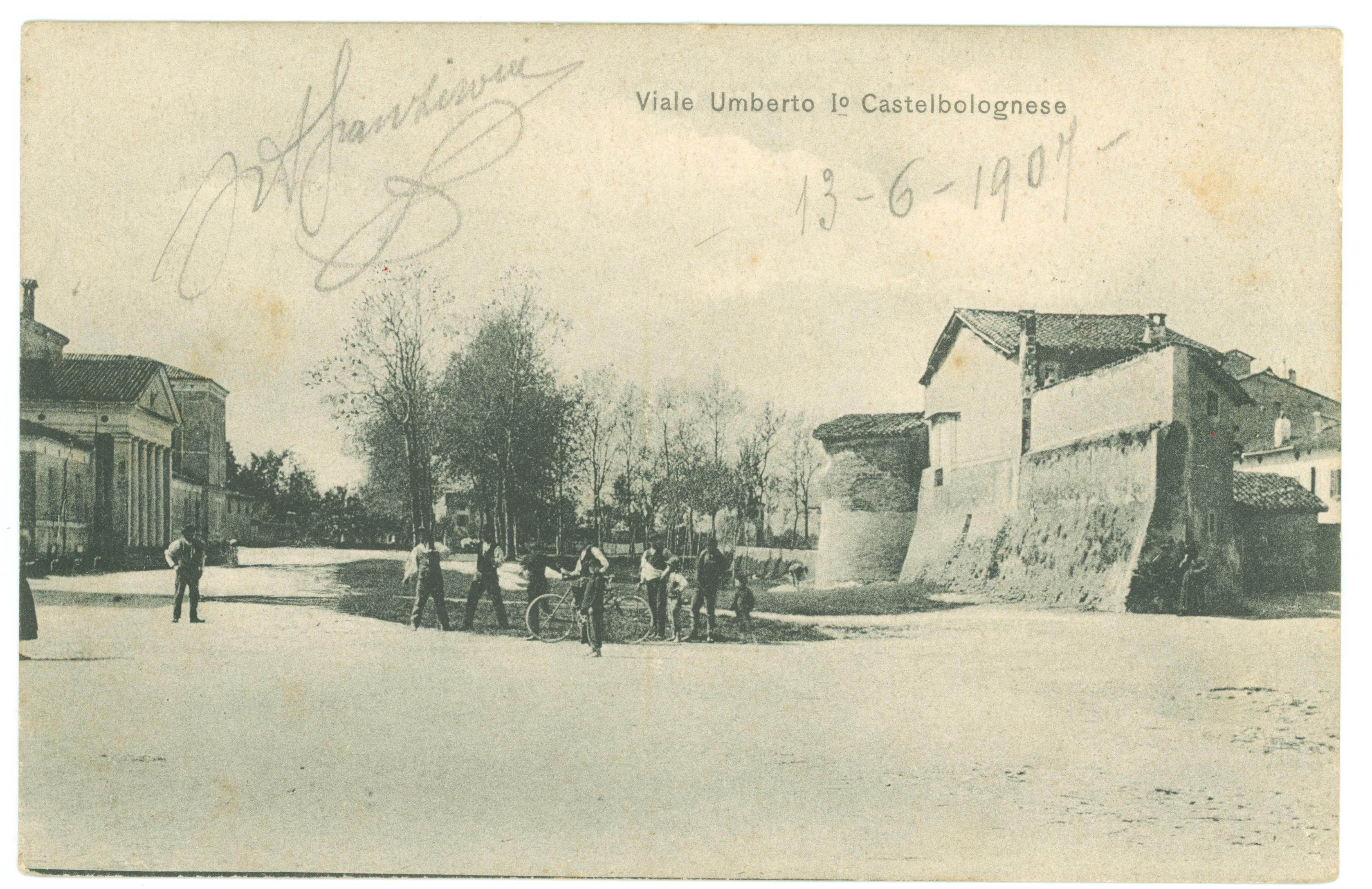
Cartolina raffigurante il torrione dell'ospedale nei primi anni del '900

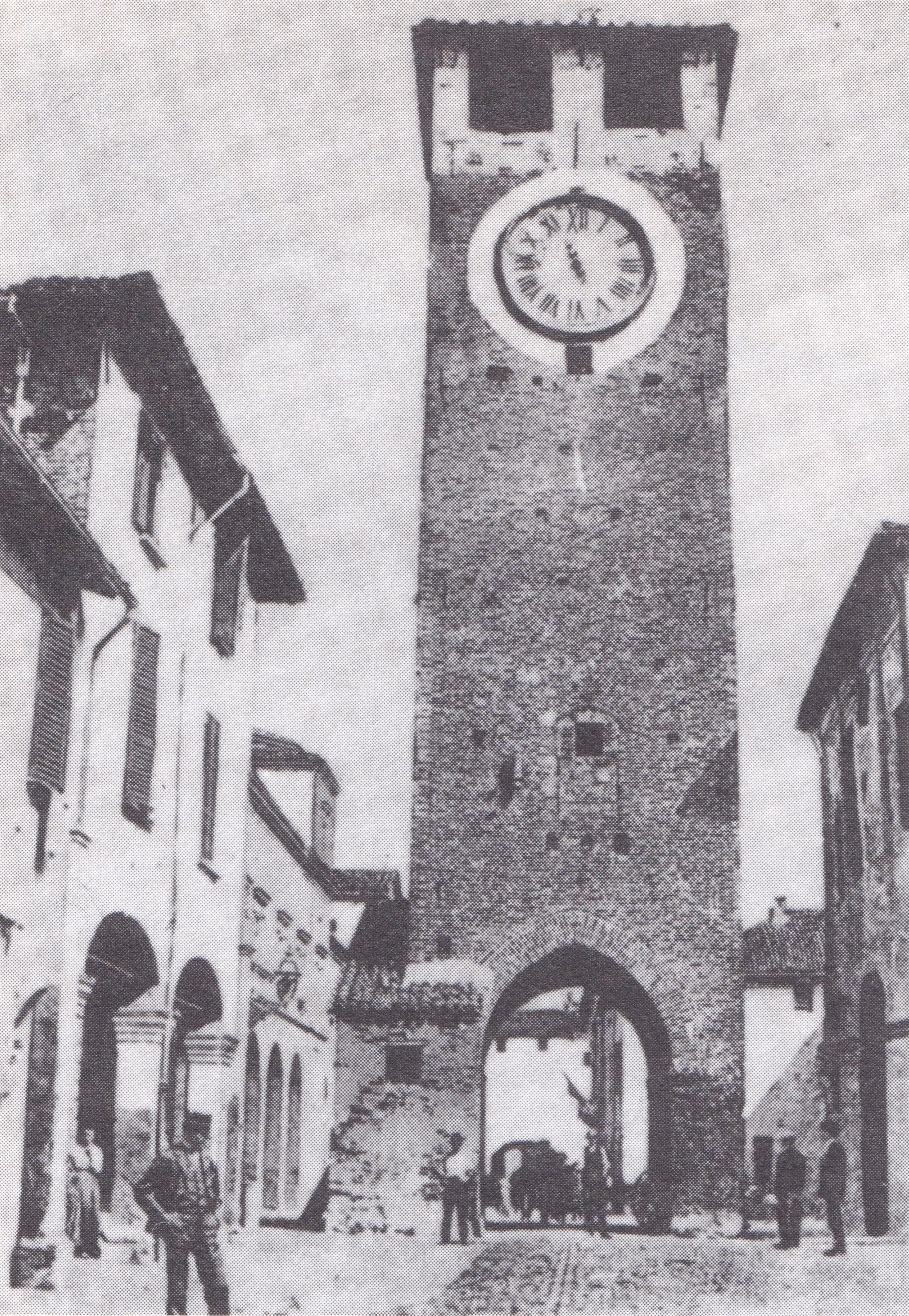
La Torre dell'Orologio

Castel Bolognese rappresenta un tipico esempio di centro di fondazione medievale, eretto per consolidare il dominio di una città su un territorio conteso con potenze avversarie. Nel XIII secolo Bologna era in forte espansione, sia verso Nord che verso Est. In Romagna i suoi interessi si scontrarono con quelli di Faenza e Forlì. Al confine tra i territori di Imola e di Faenza i bolognesi costruirono un avamposto militare a guardia del punto in cui la via Emilia attraversa il Senio. I faentini lo distrussero più di una volta. Una svolta nello sviluppo degli eventi si ebbe quando papa Urbano VI (1378-1389) concesse a Bologna il vicariato sul territorio imolese; nel 1388 il Senato felsineo decise di realizzare un insediamento abitato circondato da mura. Castel Bolognese è uno dei pochi paesi di tutta la regione di cui si conosce la data di nascita: l'atto notarile che ne sancì la fondazione risale al 13 aprile 1389. 
Nel 1391 fu costruita la rocca circondata da un fossato. Il nucleo originario del centro abitato fu edificato a poche centinaia di metri a monte della strada maestra. La struttura urbanistica iniziale del Castrum Bononiense fu quella tipica dei centri di fondazione medioevale, con alcune strade parallele ed una trasversale di collegamento. I tre assi viari principali, perpendicolari alla via Emilia, erano le vie Bragaldi, Garavini e Morini. Sin dalle origini l'abitato si caratterizzò per l’ampio uso di portici, ad imitazione della città madre. Nel 1393 fu costruita anche la prima chiesa, San Petronio. Ben presto le nuove case riempirono lo spazio tra la cinta muraria e la via Emilia. In quest'area sin dal 1396 fu attivo l'ospedale degli infermi, dedicato a S. Maria della Misericordia. Anche lungo la strada maestra furono costruite due file di portici di fronte alle nuove case. La porta verso Faenza era quella "del Molino"; verso Imola si apriva la Porta del Mercato.
Nel XV secolo si succedettero come Signori di Castel Bolognese: Alberico da Barbiano e il figlio Manfredo (1403-1405); i Bentivoglio di Bologna (1405-1422); gli Ordelaffi di Forlì (1422-1435, con Caterina); per poi ritornare allo Stato della Chiesa fino al 1501. Nel 1501 Cesare Borgia espugnò Castel Bolognese e ne demolì la rocca e le mura. La signoria Borgia cadde nel 1503; pochi anni dopo il paese entrò a far parte dello Stato Pontificio, inserito nella Provincia Romandiolæ con capoluogo Bologna. La rocca fu restaurata ma perse ogni funzione difensiva. La famiglia più in vista di questo periodo fu sicuramente quella dei Ginnasi. Il loro palazzo, che si affaccia tuttora sulla via Emilia, emerge per la sua imponenza. Nel 1540 la Provincia Romandiolae fu scorporata in due Legazioni, Bologna e Romagna. Castel Bolognese fu inserito nella prima. Enclave bolognese in territorio ravennate, gli abitanti di Castel Bolognese godevano di una condizione privilegiata in fatto di dazi. Nel corso del Cinquecento il paese divenne meta di trafficanti e contrabbandieri verso la Toscana, specialmente di sale e grano.
Il terremoto del 4 aprile 1781, che fu avvertito da Imola a Cesena, causò danni a numerosi edifici. Alla fine del XVIII secolo (1794), papa Pio VI decise di stroncare il contrabbando. Castel Bolognese venne distaccato dalla Legazione di Bologna e fu annesso a quella di Romagna. Il 15 agosto 1813 (durante il periodo napoleonico) fu inaugurato il nuovo ospedale cittadino, progettato da Giovanni Antonio Antolini, considerato all'epoca tra i più moderni ed eleganti della Romagna.
Con il plebiscito del 1860 Castel Bolognese entrò a far parte del Regno di Sardegna, che l'anno dopo divenne Regno d'Italia. Nel 1861 fu aperta la prima tratta della linea ferroviaria Bologna-Ancona, con una fermata a Castel Bolognese. Il 23 agosto 1863 fu inaugurato il collegamento con Ravenna. Rimaneva da costruire una strada di collegamento tra il centro del paese e la stazione ferroviaria: nacque così viale Fratelli Cairoli. L'area di fronte alla stazione non fu inizialmente oggetto di espansione edilizia: l'unità d'Italia non ebbe come conseguenza l'espansione urbana al di fuori delle mura, come successe in altri centri vicini. Le prime scuole pubbliche del Regno furono costruite su progetto dell'architetto fontanese Giuseppe Mengoni. Nel 1876, per agevolare il traffico, furono demolite le due Porte sulla via Emilia e fu poi aperta una breccia detta "Porta Nuova" nella cinta in fondo a via Garavini (dove oggi la strada incrocia via Roma). Nel 1896 l'illuminazione elettrica sostituì i lampioni a petrolio. Nel 1902 il cimitero fu collocato nella sede attuale, a ridosso della strada provinciale per Casola.
All'inizio del XX secolo si ebbe il primo consistente sviluppo urbano del paese al di fuori delle mura: nuove case furono costruite lungo viale Roma, viale Pascoli e viale Marconi. Nel 1904, il 29 gennaio, venne fondata la prima cassa rurale del paese, la «Cassa rurale depositi e prestiti di San Petronio» ad opera di due fratelli sacerdoti.
Nel 1928-29 venne realizzato il primo campo sportivo: fu il primo impianto sportivo permanente di Castel Bolognese. Nel 1935 furono edificate le scuole elementari "Bassi", seguite tre anni dopo dalla Scuola di avviamento professionale.
Durante la seconda guerra mondiale il fronte si arrestò per quattro mesi (inverno 1944-45) lungo il fiume Senio, che scorre a pochi km dal centro abitato. Emblematico della sofferenza patita dagli abitanti fu l'eccidio di Villa Rossi. Dopo che gli Alleati si attestarono lungo il fiume, i tedeschi rinforzarono le loro linee difensive. Decisero che la zona tra la frazione Biancanigo e il Senio dovesse essere spianata per avere migliori possibilità di tiro. All'alba del 17 dicembre Villa Rossi e le case coloniche adiacenti furono fatte saltare in aria con l'esplosivo. Morirono ventuno persone, dai 2 agli 84 anni.
Il 4 febbraio 1945 i nazisti fecero saltare la torre civica (monumento simbolo del paese) costruita dai bolognesi nel 1395. Successivamente furono distrutte anche la settecentesca chiesa del Suffragio, il palazzo comunale, palazzo Mengoni, e le chiese di San Francesco, San Petronio e San Sebastiano, oltre a molte case private. In aprile gli Alleati sfondarono il fronte sul Senio. I combattimenti con i tedeschi furono asperrimi, provocando 248 vittime tra la popolazione. Castel Bolognese venne liberato il 12 aprile 1945 dalla 3ª Divisione del II Corpo d'armata polacco comandato dal generale Władysław Anders.
I lavori di ricostruzione cominciarono subito dopo la Liberazione. Venne deciso di radere al suolo il vecchio palazzo Comunale e la ormai distrutta chiesa del Suffragio per avere una piazza più grande. La torre civica e il teatro comunale non furono più ricostruiti. Nel 1947 fu riattivata la tratta ferroviaria Castelbolognese-Ravenna, la prima linea locale ripristinata in tutta la provincia. Negli anni Cinquanta l'espansione residenziale avvenne ad ovest del centro storico; cominciarono ad essere urbanizzata anche l'area lungo viale Cairoli. Nel 1953 fu istituita la prima scuola Media del paese (troverà la sede attuale entro il 1975). Nel 1959 l'amministrazione comunale si trasferì definitivamente presso palazzo Mengoni.
I lavori di ricostruzione andarono avanti. Nel 1957 entrò in funzione l'acquedotto e fu realizzata la nuova rete fognaria. Tra il 1961 e il 1965 fu completata l'estensione della rete elettrica alle campagne. L'8 marzo 1962, verso alle 2 antimeridiane, la stazione ferroviaria fu teatro di uno spaventoso incidente: il treno diretto Lecce-Milano deragliò dai binari pochi metri prima della stazione, provocando la morte di tredici persone e il ferimento di altri 186, molti dei quali riportarono menomazioni permanenti. La causa, venne poi accertato, fu l'elevata velocità sullo scambio d'ingresso. L'evento è stato ricordato nel 2012, in occasione del cinquantesimo anniversario.

Nel 1963 fu approvato il primo Piano di fabbricazione del dopoguerra: prevedeva la realizzazione di una circonvallazione per convogliare il traffico extra-urbano fuori dal centro storico. Il nuovo tracciato avrebbe potuto tenere lontano dal centro i mezzi pesanti. Ma il progetto non è mai passato alla fase attuativa.
Il 4 novembre 1966 il Senio ruppe gli argini inondando i campi; le acque raggiunsero anche il paese, giungendo fino a viale F.lli Cairoli (la strada della stazione). I danni furono notevoli: si allagarono la chiesa di San Petronio, il Municipio, il monastero delle domenicane, l'ospedale e le scuole elementari. Segno tuttora visibile dell'alluvione è il grande argine realizzato nel punto in cui il fiume esondò, in via Boccaccio.
In materia di urbanistica, l'attuale espansione edilizia si deve ai piani regolatori degli anni sessanta-settanta (sindaco Nicodemo Montanari). Negli anni 1970 sono sorte le prime zone artigianali, inizialmente con alcuni capannoni industriali lungo la via Emilia, nei pressi del rio Fantino; successivamente la zona produttiva si è molto estesa a valle della via Emilia. Dal punto di vista demografico, Castel Bolognese ebbe un costante aumento di popolazione dal 1951 al 1979, passando da 5.913 abitanti a 7.561. Al censimento del 2001 gli abitanti hanno superato le ottomila unità (8.212), per raggiungere quota novemila già nel 2006.
Il 21 maggio 1999 sono stati inaugurati la nuova sede della Biblioteca Comunale (nei locali dell'ex mercato coperto), ed il Museo civico in viale Umberto I. Il 28 marzo 2009 è stato inaugurato il nuovo campo da calcio, in via F.lli inserito nel polo sportivo che comprende il palazzetto dello sport, l’area polivalente del tennis, la piscina comunale, il campo di calcio amatoriale e la sede delle società sportive.

### Onorificenze
Il 24 ottobre 2006, a sessant'anni dagli avvenimenti bellici che distrussero e provocarono non poche vittime a Castel Bolognese, il Presidente della Repubblica Italiana, Giorgio Napolitano ha conferito la Medaglia d'Argento al Merito Civile alla cittadina romagnola.

## Monumenti e luoghi d'interesse

### Architetture religiose

#### Chiese esistenti
Chiesa di San Petronio: fu la prima chiesa eretta a Castel Bolognese, costruita direttamente dai bolognesi sul finire del XIV secolo. La chiesa fu rifatta completamente nel 1427 su progetto di mastro Giovanni del fu Guglielmo. Il 4 aprile 1781 rimase lesionata da un terremoto. La comunità decise di ricostruirla; sentito il parere del vescovo, l'edificio fu abbattuto. La nuova chiesa, in stile neoclassico, fu costruita su progetto dell'architetto imolese Cosimo Morelli. Terminato nel 1787, l'edificio sacro fu consacrato l'anno seguente. Le opere d'arte più significative conservate al suo interno sono il "San Petronio", olio su tela di Felice Giani, le sculture cinquecentesche e la pala d'altare di Alfonso Lombardi, un affresco di Giovanni da Riolo ed infine un dipinto della scuola di Innocenzo da Imola.

Nello stesso edificio della chiesa è allestito il Museo Parrocchiale: dal 1999 vi si custodiscono: l'Archivio parrocchiale, la raccolta libraria appartenuta all'arciprete Tommaso Gamberini e un buon numero di apparati liturgici e opere d'arte provenienti dalle chiese del territorio.
Chiesa di San Francesco: edificata a partire dal 1703 su progetto dell'architetto romano Francesco Fontana, fu la chiesa dei Frati minori conventuali fino all'occupazione napoleonica. La settecentesca chiesa, situata in Piazza Bernardi, conserva al suo interno un prezioso reliquiario risalente al 1717. È custodito in un'ampia cappella laterale posta sulla navata di sinistra. Conserva 575 reliquie, raccolte e donate alla chiesa dei frati minori da padre Giovanni Damasceno Bragaldi (prelato della Curia romana durante il pontificato di Clemente XI). Altre pregevoli opere d'arte sono: la statua della Madonna della Concezione, attribuita alla scuola di Jacopo della Quercia; un crocifisso ligneo del XV secolo e i dipinti di G. B. Bertucci e Ferraù Fenzoni (detto "il Faenzone").
Chiesa di San Sebastiano: la chiesa di San Sebastiano è situata a circa 1 km ad ovest dal centro del Paese, all'incrocio tra la via Emilia con la strada statale Casolana. Opera del castellano Lamberto Galvani, fu costruita nel 1506 e consacrata il 18 maggio 1508. La chiesa subì gravi danni durante la seconda guerra mondiale. Fu restaurata e oggi è dedicata ai caduti di tutte le guerre; è aperta la prima domenica di ogni mese.
Chiesa di Santa Maria della Pace (vedi infra)
Oratorio Rossi

#### Chiese scomparse
Sono molte le chiese non più esistenti nella città di Castel Bolognese. L'elenco comprende:
- Chiesa di S. Pietro Apostolo in Biancanigo. Fu l'edificio religioso più antico sito nel territorio di Castel Bolognese. Ricordata per la prima volta nel 1289, fu completamente distrutta nel 1781 da un terremoto;
- Chiesa di Santa Maria della Pace (sulla via Emilia in direzione Faenza). Fu costruita non lontano dal Ponte di San Procolo (oggi Pieve Ponte) un anno dopo la deposizione delle armi tra faentini e bolognesi dopo la battaglia del 1171. Venne distrutta dai bombardamenti della seconda guerra mondiale. L'attuale chiesa parrocchiale fu edificata nel 1949 nei pressi di quella precedente, sul lato opposto della via Emilia (a valle). All'interno sono conservati: una pala d’altare, un affresco del XVI secolo ed un tabernacolo in marmo bianco del XV secolo scolpito a bassorilievo[25].
- Celletta della Badia (sulla via Emilia in direzione Imola);
- Santa Maria Assunta (oratorio Parini, sulla via Emilia);
- Santa Maria della Misericordia (sulla via Emilia)[26]. Fa parte del complesso architettonico costituito dall'ex ospedale e da palazzo Zacchia-Rondinini. La chiesa dell'ospedale fu costruita alla fine del XIV secolo. A causa dei bombardamenti avvenuti durante la Seconda guerra mondiale, l'edificio fu gravemente danneggiato. Successivamente la chiesa fu sconsacrata. Nei primi anni dieci del XXI secolo è stata oggetto di un intervento di restauro. Oggi è utilizzata per conferenze ed esposizioni;
- Rosario Vecchio (in via A. Costa);
- Rosario Nuovo (sulla via Emilia);
- Oratorio Mazzolani (sulla via Emilia);
- Chiesa del Suffragio (prospiciente la piazza);
- Santa Croce (prospiciente la piazza);
- Chiesanuova (Corpus Domini, vicino alla Rocca);
- Salesiane (poi Maestre Pie, di fronte alla chiesa di S. Petronio);
- Teresiane (dove oggi c'è la biblioteca civica).

### Architetture militari
Il Castello: Costruito a partire dal 1389, il Castello fu dotato di una rocca (progettata dall'architetto Antonio di Vincenzo) e di una torre con ponte levatoio (disegnata da Giovanni da Siena). Nel 1501 Cesare Borgia distrusse completamente la rocca e la cinta muraria: quest'ultima fu ricostruita dalla Santa Sede nel 1504. Attualmente rimangono ampi tratti delle mura ed una torre, frutto di un ampliamento avvenuto nel 1425.
Nell'estate 2016, durante lavori di rifacimento di piazza Bernardi, sono stati rinvenuti i resti del ponte di accesso al castello (in muratura e a doppio arco) e le fondamenta della torre civica.

### Architetture civili

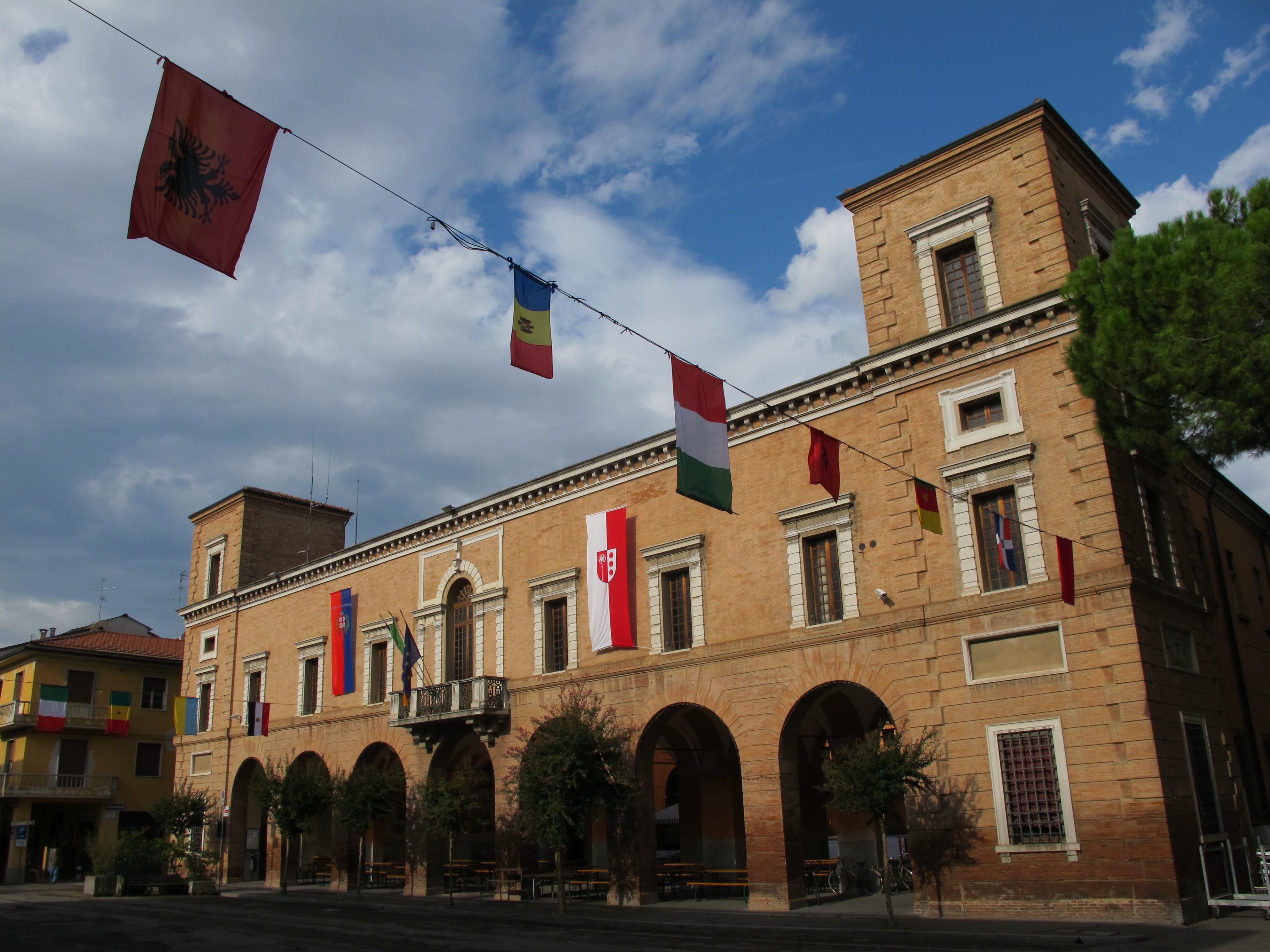
Il palazzo comunale

Palazzo ComunaleIl Palazzo Comunale (situato in Piazza Bernardi) fu costruito nell'Ottocento su progetto di Giuseppe Mengoni, ristrutturando un antico convento dei Cappuccini. Il cortile interno è abbellito da una fontana, opera di Angelo Biancini, dedicata ai bambini morti durante la seconda guerra mondiale. Inoltre, varie opere di Biancini (in tutto una ventina tra sculture e pannelli in bronzo, cemento e ceramica) sono collocate in vari punti del centro storico cittadino. La piazza antistante il palazzo, piazza Bernardi, è stata riqualificata nel corso del 2017.
Villa GottarelliSituata nei pressi della stazione ferroviaria, Villa Gottarelli è una residenza patrizia immersa in un grande parco in cui sono state messe a dimora piante esotiche e rare. Nell'area è compreso un oratorio in stile neoclassico, edificato nel 1821 su progetto dell'architetto Filippo Antolini.

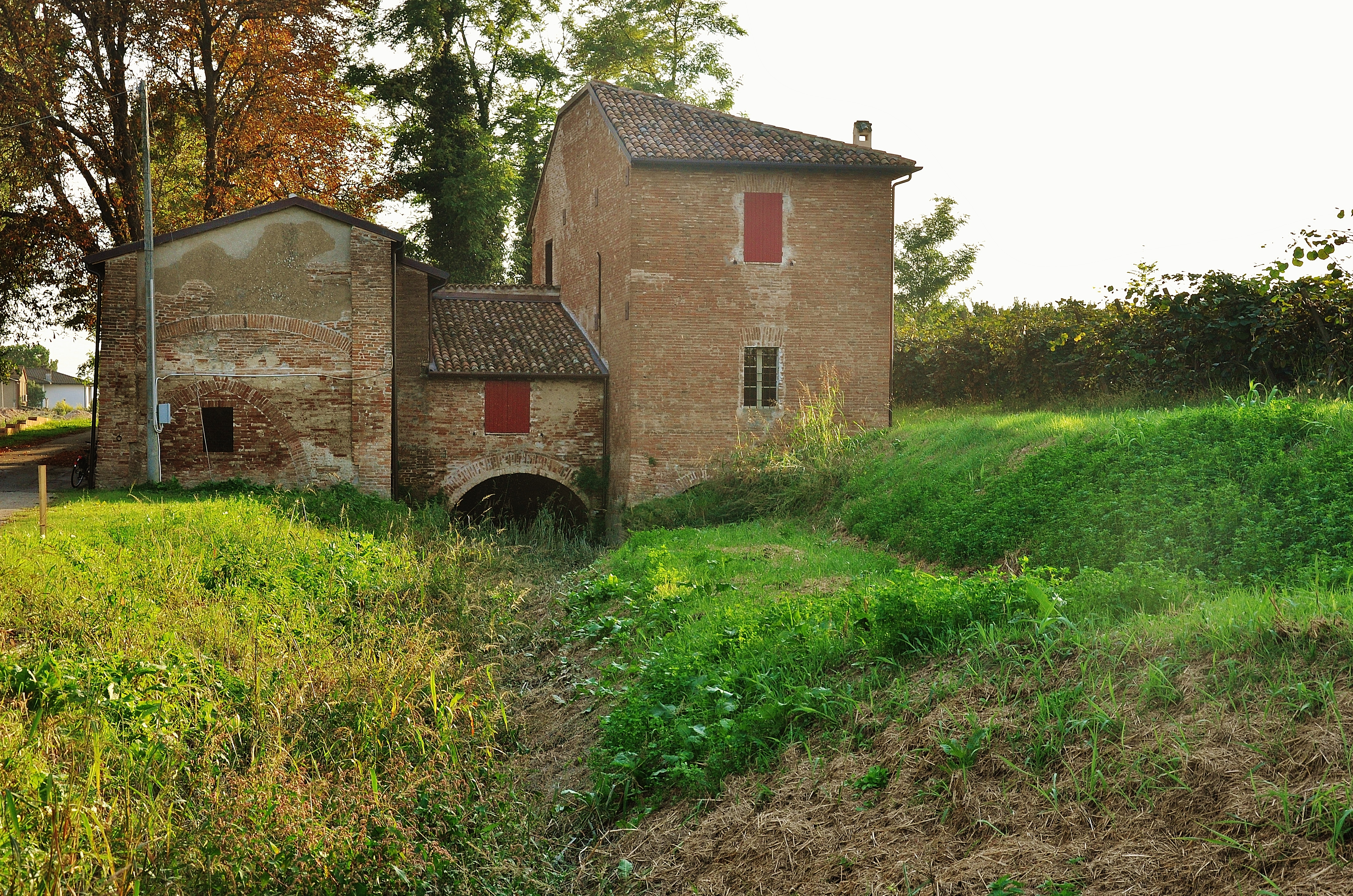
Il Mulino di Scodellino

Canale dei molini di Castel Bolognese e LugoIl Canale dei molini è immediatamente successivo alla fondazione del Castrum Bononiense. Nel 1392, un anno dopo l'edificazione della rocca difensiva, il Senato bolognese decise di circondarla con un fossato. L'opera richiese lo scavo di un canale di adduzione che convogliasse l'acqua da un fiume. Si decise così di realizzare un canale artificiale dal Senio, che scorre a pochi km dall'abitato, alle mura cittadine. I lavori furono eseguiti a Tebano dal 1393 al 1396. Per costruire la chiusa fu chiesto il permesso al Signore di Faenza Astorre Manfredi. Dopo aver realizzato il fossato a difesa della cinta muraria, l'opera fu prolungata in pianura fino a Solarolo. Lungo il tragitto furono costruiti tre mulini: il Mulino della Porta (in prossimità della via Emilia), il Mulino della Contessa (oggi Scodellino, a nord del paese) e il Mulino di Mezzo (a metà strada tra i primi due). Nel XVII secolo il canale dei molini fu fatto proseguire oltre Solarolo verso nord fino a confluire nel Canal Vela (tributario del fiume Reno, in romagnolo Canalina), per una lunghezza totale di 38 km. Nel 1785 fu deviato in un altro canale artificiale per farlo confluire nell'alveo abbandonato del fiume Santerno. Da allora il percorso del canale è rimasto inalterato.

Le opere principali afferenti il Canale dei Mulini sono:
- Diga Steccaia[34]

La diga steccaia serve ad innalzare di qualche metro il livello del fiume, per riempire il bacino che alimenta il canale artificiale. Realizzata presso la frazione Tebano, è l'ultima del suo genere presente nella Romagna occidentale.
- Molino Scodellino[7]

Antico mulino sito lungo il Canale dei molini di Castel Bolognese e Lugo. È ritenuto uno dei più antichi della Romagna; è certamente l'ultimo esistente in regione. È rimasto in funzione fino agli anni 1975-76. Nei primi anni 2010 è stato restaurato dai volontari del paese; oggi è di nuovo fruibile a scopo museale. Nel 2018 il mulino è stato dotato di una turbina elettrica da 20 chilowatt ed ha ottenuto la certificazione sanitaria, quindi ha ripreso a produrre farina ad uso alimentare.

## Società

### Evoluzione demografica
Abitanti censiti

### Etnie e minoranze straniere
Secondo i dati ISTAT al 31 dicembre 2009 la popolazione straniera residente era di 903 persone. Le nazionalità maggiormente rappresentate in base alla loro percentuale sul totale della popolazione residente erano:
- Albania 318 3,35%
- Romania 165 1,74%
- Marocco 104 1,10%

Nel 2012 gli stranieri presenti erano 1.150 (568 uomini e 582 donne), pari all'11,91% sul totale dei residenti.

### Religione
Nel comune di Castel Bolognese sono presenti otto parrocchie facenti parte di due diocesi diverse, quella d'Imola (prevalente) e quella di Faenza-Modigliana. Tutte e otto, comunque, sono affidate alla cura pastorale di sacerdoti della diocesi imolese.
La pieve di Campiano è la più antica chiesa cristiana del territorio di Castel Bolognese. Cinque secoli prima della fondazione del centro abitato la comunità cristiana locale si riuniva in tale chiesa, situata 3 km a sud della via Emilia su un promontorio: la pieve è ricordata in un documento dell'854. Fino ai primi secoli dopo il Mille ebbe un territorio vastissimo; poi con la fondazione di Castel Bolognese e di Riolo Terme la sua importanza si ridusse. La chiesa, inizialmente in stile romanico, fu restaurata nella seconda metà del XVI secolo. Distrutta durante la seconda guerra mondiale, è stata ricostruita in altra posizione negli anni cinquanta.
A Castel Bolognese ha sede un convento di monache domenicane: il Monastero della SS. Trinità. Fu fondato il 26 ottobre 1613 dagli abitanti, con il sostegno del cardinale Domenico Ginnasi (1550-1639), nativo di Castel Bolognese. Durante i primi tre secoli della sua storia, le monache gestirono anche un educandato per le giovani del paese. L'invasione napoleonica sconvolse la vita del convento, che nel 1808 fu chiuso d'autorità. Messo all'asta, fu acquistato dalla famiglia Liverani, che con la Restaurazione lo riconsegnò alle monache. Il convento riaprì il 24 settembre 1821, dopo tredici anni. Durante la seconda guerra mondiale più di cento persone furono ospitate nelle cantine per sottrarle alla vendetta nazista. La priora è, dal novembre 2013, suor Maria Assunta Ciuffoli.
Nella Chiesa arcipretale di San Petronio è venerata l'immagine della Beata Vergine della Concezione. La più antica attestazione del suo culto risale al 1509. È invocata per la protezione da eventi bellici, guarigioni da infermità e pestilenze. La sua ricorrenza cade nel mese di maggio. Nel 1630, anno della Peste manzoniana, Castel Bolognese fu risparmiata dall'epidemia. Come ringraziamento alla Beata Vergine per aver allontanato il flagello della peste, l'anno seguente il popolo castellano istituì una festa da celebrarsi nel tempo di Pentecoste. La ricorrenza è viva ancora oggi e dal 1966 è affiancata dalla tradizionale Sagra di Pentecoste.
Nel 1893, il 22 maggio, la testa della statua della Madonna fu ritrovata mozzata. Il fatto generò enorme impressione nel paese. Pochi mesi dopo la testa fu ritrovata. In settembre, al termine del restauro della sacra immagine, si svolsero solenni feste riparatrici dell'oltraggio e l'Immacolata Concezione fu proclamata patrona principale del territorio castellano. Sulla mano destra della statua, che in precedenza reggeva dei fiori, fu posto un simulacro d'oro di Castel Bolognese. Dal 1893 ogni dieci anni si ripetono solenni festeggiamenti.
Altro luogo di devozione mariana è il Santuario della Beata Vergine della Fognana, situato nella frazione Tebano (Diocesi di Faenza). Le prime notizie sul culto di quest'immagine risalgono al 1664. Originariamente l'immaginetta era appesa a un albero di rovere che vegetava vicino a una sorgente. Nel 1987 l'immagine è stata trasportata nella chiesa di Tebano e collocata in una cappella, dove si trova ancora oggi. La sua Festa si celebra il 9 settembre.

## Cultura

### Musei
Museo Civico: istituito nel 1999, il Museo Civico è articolato in tre sezioni:
- Artistica, che raccoglie disegni, dipinti e sculture di artisti locali (quali Piancastelli, Guidi, Bernardi, Fanelli, Biancini, Antolini, Balducci, Morelli e Ferlini);
- Storica, con testimonianze molto varie (l'ottocentesca campana della stazione ferroviaria, con l'incisione in bassorilievo di una locomotiva a vapore, cimeli garibaldini, targhe devozionali in ceramica, una collezione di monete italiane e pontificie dal XVII al XX secolo, frammenti lapidei e ceramiche domestiche);
- Archeologica, con reperti provenienti da scavi operati nel circondario (particolarmente interessante è la coppia di fibule gote) e una vasta raccolta di ceramiche di epoca medioevale e rinascimentale. Nel 2013 la sezione si è arricchita della tomba di un guerriero (databile al VI secolo a.C.), rinvenuta nel 2011 in località Ponte del Castello.

### Media

#### Radio
A Castel Bolognese ha avuto sede «Radio RCB», ora domiciliata ed operante a Faenza. Nata come radio amatoriale, ha attraversato la stagione pionieristica degli anni settanta-ottanta mantenendo un fedele bacino di ascoltatori. Oggi è la radio principale della zona tra Imola e Faenza.

### Cinema e teatri
Il cinema «Moderno» è in esercizio dal 1937. È uno dei cinque cinema parrocchiali in attività più longevi. Castel Bolognese ha avuto anche un teatro. L'edificio, che si trovava nel retro del palazzo comunale, fu distrutto durante la Seconda guerra mondiale e mai più ricostruito.

### Cucina
Una specialità peculiare è il brazadèl d'la Cros, un pane, o ciambella, a forma di croce. Patrimonio della panificazione castellana, viene celebrato nella «Festa d'e' brazadèl d'la Cros e del vino novello», che si tiene in novembre.

### Eventi
A inizio giugno si svolge la Sagra di Pentecoste, una manifestazione pluricentenaria che deve le sue origini a un voto della popolazione castellana fatto nel 1631 alla Madonna della Concezione per la salvaguardia dal flagello della peste. Oggi la Sagra è un evento culturale, gastronomico e musicale con artisti di caratura nazionale.

## Economia
Castel Bolognese è un importante centro industriale e agricolo. Alla base del suo sviluppo sono: il territorio tipicamente pianeggiante, con una leggera zona collinare e la posizione strategica, all'incrocio tra la via Emilia ed il Senio, nel punto in cui sbocca in pianura. Le principali coltivazioni agricole sono i kiwi, le pesche e la vite, dalla quale si ricavano vini pregiati come l'Albana di Romagna e il Sangiovese di Romagna.
Nel settore bancario, Castel Bolognese è stato protagonista fin dall'inizio del XX secolo dello sviluppo delle casse rurali del territorio ravennate. Nel 1905 aprì la sede castellana del Piccolo Credito Romagnolo, istituto bancario cattolico fondato a Bologna nel 1896. L'anno precedente, il 29 gennaio 1904 sette sacerdoti e quindici laici castellani fondarono la «Cassa Rurale dei Depositi e Prestiti "San Petronio"», una delle prime realtà della Provincia. L'istituto confluì poi in quella che oggi è chiamata «B.C.C. Romagna Occidentale». Ancora oggi Castel Bolognese primeggia come centro abitato dove risiede il maggior numero di soci dell'istituto di credito (591 su 1908 complessivi).
Per quanto riguarda l'artigianato, Castel Bolognese è rinomato soprattutto per la produzione di ceramiche.

## Infrastrutture e trasporti

### Strade
Il paese è attraversato interamente dalla strada statale n. 9 Via Emilia; inoltre è raggiungibile tramite l'autostrada A14 uscendo ai caselli di Faenza o Imola.

### Ferrovie
Dal 1º settembre 1861 la stazione ferroviaria di Castel Bolognese-Riolo Terme è attiva sulla linea Bologna–Ancona. È anche capolinea della linea Castel Bolognese–Ravenna, aperta il 23 agosto 1863.
Dal 1914 al 1933 fu in funzione una linea per Riolo Bagni, con capolinea in una stazione indipendente da quella FS, denominata stazione di Castel Bolognese, e due fermate intermedie denominate Via Emilia e Campiano.

## Amministrazione
Il comune di Castel Bolognese dal 1º gennaio 2012 fa parte dell'Unione della Romagna Faentina.

### Sindaci dal 1945
| Periodo         | Periodo         | Primo cittadino    | Partito                                              | Carica                  | Note                                                      |
| --------------- | --------------- | ------------------ | ---------------------------------------------------- | ----------------------- | --------------------------------------------------------- |
| aprile 1945     | 16 marzo 1946   | Tommaso Morini     | Partito Socialista Italiano                          | Sindaco                 | Nominato dal prefetto                                     |
| 17 marzo 1946   | 27 maggio 1949  | Nicola Nenni       | Partito Socialista Italiano                          | Sindaco                 |                                                           |
| 27 maggio 1949  | 27 maggio 1951  |                    |                                                      | Commissario prefettizio |                                                           |
| 27 maggio 1951  | 12 luglio 1956  | Dino Biffi         | Democrazia Cristiana                                 | Sindaco                 |                                                           |
| 13 luglio 1956  | 3 febbraio 1965 | Reginaldo Dal Pane | Democrazia Cristiana                                 | Sindaco                 | Confermato il 3 dicembre 1960                             |
| 4 febbraio 1965 | 1975            | Nicodemo Montanari | Democrazia Cristiana                                 | Sindaco                 | Confermato il 3 agosto 1970                               |
| 1975            | aprile 1985     | Franco Gaglio      | Partito Comunista Italiano                           | Sindaco                 |                                                           |
| 25 giugno 1985  | 14 giugno 1999  | Giancarlo Dardi    | Partito Comunista, poi PDS, poi L'Ulivo (a guida DS) | Sindaco                 | Confermato il 26 giugno 1990 Confermato il 24 aprile 1995 |
| 15 giugno 1999  | 7 giugno 2009   | Silvano Morini     | L'Ulivo, poi Partito Democratico (PD)                | Sindaco                 | Confermato il 1º luglio 2004                              |
| 8 giugno 2009   | 25 maggio 2014  | Daniele Bambi      | Lista civica Democratici per Castello                | Sindaco                 |                                                           |
| 26 maggio 2014  | 26 maggio 2019  | Daniele Meluzzi    | Lista civica Democratici per Castello                | Sindaco                 |                                                           |
| 27 maggio 2019  | in carica       | Luca Della Godenza | Lista civica Democratici per Castello                | Sindaco                 | Confermato il 9 giugno 2024.                              |

### Gemellaggi
- Abtsgmünd, dal 24 ottobre 2006
- Belsh, dal 8 settembre 2018 (patto di amicizia)

## Sport

### Manifestazioni sportive
Podismo
50 km di Romagna - Storica corsa podistica fondata nel 1982 ed organizzata dalla Podistica AVIS, si svolge ogni anno il 25 aprile. Partenza e arrivo in piazza Bernardi,  il percorso si snoda lungo la valle del Senio fino a Casola Valsenio, per poi salire sul Monte Albano e scendere fino a Zattaglia, continuando lungo la vallata del Sintria fino al traguardo. La competizione è valida per il Campionato Nazionale UISP Gran Fondo.
Ciclismo
Granfondo "Valle del Senio" - Corsa non professionistica organizzata dall'U. S. Ciclistica Castel Bolognese. Si svolge il 1º maggio. Dal 2016 fa parte del Circuito romagnolo.

### Associazioni sportive
Calcio
Il F.C. Sparta Castelbolognese partecipa al campionato di Promozione di Calcio dell'Emilia-Romagna.
Basket
Il Basket Castel Bolognese partecipa attualmente al campionato di Prima Divisione dell'Emilia-Romagna.
Pallavolo
La formazione maschile di pallavolo partecipa al Campionato di Serie C; quella femminile a quello di Serie D regionale.